# Lloc Ramsar
Un lloc Ramsar és un aiguamoll designat com d'importància internacional sota la Convenció de Ramsar, nom curt de la «Convenció sobre les zones húmides d'importància internacional i particularment com a hàbitats d'ocells aquàtics».
La convenció a ser conclosa a la ciutat iraniana de Ramsar, del qual pren el nom. s un tractat ambiental intergovernamental establert el 1971 per la UNESCO, que va entrar en vigor el 1975, amb les esmenes de 1982 i 1987. Procura la base per a l'acció nacional i cooperació internacional pel que fa a la conservació d'aiguamolls i altres zones húmides, així com de l'ús racional i sostenible dels seus recursos. La Convenció de Ramsar identifica aiguamolls d'importància internacional, especialment aquells que proporcionen hàbitat per a ocells aquàtics.
El 2021, hi havia 2.431 llocs Ramsar, que protegien 254,6 milions d'hectàrees, i hi participaven 172 països.